# Кент (Вашингтон)
Вижте пояснителната страница за други значения на Кент.
Кент (на английски: Kent) е град в окръг Кинг, щата Вашингтон, Съединените американски щати.
Има население от 88 380 жители (2009) и обща площ от 73,2 km². Намира се на 13 m надморска височина.
ЗИП кодът му е 98030, 98031, 98032, 98035, 98042, 98064, 98089, а телефонният му код е 253.